# Sciapus discretus
Sciapus discretus är en tvåvingeart som beskrevs av Octave Parent 1926. Sciapus discretus ingår i släktet Sciapus och familjen styltflugor. Inga underarter finns listade i Catalogue of Life.